# Battaglia di George Square
La Battaglia di George Square fu un violento scontro a Glasgow, Scozia tra la Polizia della Città di Glasgow e i lavoratori in sciopero di Glasgow, incentrato su George Square. La battaglia, nota anche come Bloody Friday o Black Friday, ebbe luogo venerdì 31 gennaio 1919, 82 giorni dopo la fine della prima guerra mondiale. Durante la rivolta, lo sceriffo del Lanarkshire chiese aiuto militare e le truppe britanniche, supportate da sei carri armati, sono stati spostati in punti chiave a Glasgow. I leader dello sciopero sono stati arrestati per incitamento alla rivolta. Sebbene si affermi spesso che non ci siano state vittime, un agente di polizia è morto diversi mesi dopo per le ferite riportate durante i disordini.

## Lo "sciopero di quaranta ore"
La fine della prima guerra mondiale vide il Regno Unito smobilitare le sue forze armate e l'industria dal piede di guerra, riducendo l'occupazione. Ciò, combinato con il crescente peggioramento del contesto interno fiscale e monetario, creò la prospettiva della disoccupazione di massa. Il TUC scozzese e il Clyde Workers' Committee (CWC) cercarono di aumentare la disponibilità di posti di lavoro aperti ai soldati smobilitati riducendo la settimana lavorativa dalle 47 ore appena concordate a 40 ore.
Lo sciopero che ne derivò iniziò lunedì 27 gennaio, con una riunione di circa 3 000 lavoratori tenutasi presso la St. Andrew's Hall. Entro il 30 gennaio, si erano uniti 40 000 lavoratori delle industrie di ingegneria e costruzione navale Clyde's. Scioperi di solidarietà iniziarono anche tra i lavoratori delle centrali elettriche locali e i minatori delle vicine miniere del Lanarkshire e dello Stirlingshire. La rapida crescita dell'azione venne attribuita a picchetti volanti, la maggior parte dei quali erano militari recentemente congedati. Questo è stato lo sciopero più diffuso della Scozia dalla guerra radicale del 1820, che aveva seguito la fine delle guerre napoleoniche.
Il 29 gennaio una delegazione di scioperanti incontrò il Lord Provost di Glasgow, e si convenne che egli avrebbe inviato un telegramma al vice primo ministro, Bonar Law, chiedendo al governo di intervenire. Venne concordato che gli scioperanti sarebbero tornati venerdì 31 gennaio a mezzogiorno per ascoltare la risposta. Dopo l'incontro, lo sceriffo del Lanarkshire contattò il governo per chiedere se gli sarebbero stati disponibili aiuti militari, se necessario, in caso di disordini venerdì.
Il telegramma e la richiesta dello sceriffo spinsero il governo di guerra a discutere la "situazione dello sciopero a Glasgow" il 30 gennaio. La riunione venne presieduta da Bonar Law in assenza del primo ministro, Lloyd George. Tra gli altri erano presenti Winston Churchill, segretario di Stato per la guerra e Robert Munro, segretario di Stato per la Scozia, che non erano membri del Gabinetto di Guerra.
All'incontro venne espressa la preoccupazione che, date le concomitanti rivolte popolari europee, lo sciopero avesse la possibilità di diffondersi in tutto il paese. Sebbene all'epoca fosse politica del governo non coinvolgersi in controversie di lavoro, l'azione concordata era giustificata per garantire che ci fosse "forza sufficiente" presente nelle immediate vicinanze di Glasgow per garantire la continuazione dell'ordine pubblico e il funzionamento dei servizi municipali. La decisione di utilizzare le forze armate per fornire la forza richiesta, in assenza di una dichiarazione di legge marziale, richiedeva che tali forze agissero per conto di un'autorità civile. Al termine dell'incontro, vennero inviate istruzioni allo Scottish Command per informare della situazione e per essere pronti a schierare truppe se richiesto.

## La violenza tra i protestanti e la polizia
Il 31 gennaio un gran numero di scioperanti (le stime contemporanee vanno da 20 000 a 25 000 persone) riuniti in George Square. Erano in attesa di una risposta al telegramma che il Lord Provost di Glasgow aveva inviato al primo ministro a nome di una delegazione di scioperanti il 29 gennaio, chiedendo al governo di intervenire. I resoconti differiscono su ciò che diede inizio alla violenza quel giorno, ma la testimonianza della polizia nei seguenti processi registrò che la polizia manganellò i lavoratori in sciopero alle 12:20.
All'inizio dei combattimenti a George Square, una deputazione del Clyde Workers' Committee era alla riunione del Consiglio della Città di Glasgow con il Lord Provost di Glasgow. Dopo aver appreso la notizia, i leader della CWC David Kirkwood e Emanuel Shinwell lasciarono il Consiglio.
Kirkwood venne sbattuto a terra da un manganello della polizia. Poi lui, William Gallacher e Shinwell vennero arrestati. Vennero accusati di "istigazione e incitamento di grandi folle di persone a far parte di una folla tumultuosa". Kirkwood venne dichiarato non colpevole al processo dopo che venne presentata alla corte una fotografia che lo mostrava colpito alle spalle da un poliziotto, in un attacco apparentemente non provocato.
Dopo la carica d'alleggerimento, la polizia in inferiorità numerica si ritirò da George Square. I combattimenti tra gli scioperanti ed i poliziotti, alcuni a cavallo, si estesero nelle strade circostanti e proseguirono fino a notte fonda. Durante la serata l'agente di polizia William McGregor (che era tornato di recente alla polizia dall'esercito) venne colpito alla testa da una bottiglia lanciata dai rivoltosi nel mercato del sale; morì per le ferite riportate il 1 giugno 1919.

## Lo schieramento militare

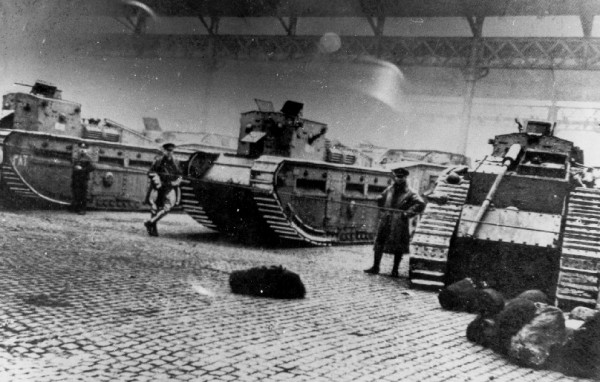
Carri armati Medium Mark C e soldati al mercato del bestiame di Glasgow nel Gallowgate

Gli eventi della giornata hanno spinto la richiesta di assistenza militare da parte dello Sceriffo del Lanarkshire (Alastair Oswald Morison Mackenzie, 1917-1933) il giudice locale più anziano, noto anche come preside sceriffo. Il dispiegamento era già iniziato prima della riunione odierna del governo di guerra, che si era riunito alle 15.00.
Durante quell'incontro Munro, segretario per la Scozia, descrisse la manifestazione come "una rivolta bolscevica". Venne deciso di schierare truppe dalla Scozia e dall'Inghilterra settentrionale: le truppe della caserma locale di Maryhill non vennero schierate perché si temeva che gli uomini potessero essersi schierati con i loro vicini. Il generale Sir Charles Harington, vice capo di stato maggiore Imperiale, informò la riunione che 6 carri armati supportati da 100 autocarri stavano "andando a nord quella sera". Venne affermato che avrebbero potuto essere schierati 12 000 uomini.
A volte è stato suggerito che il governo di guerra abbia ordinato questo dispiegamento, ma questo non è corretto: il governo non aveva l'autorità per schierare truppe contro i civili britannici senza dichiarare la legge marziale, che non venne dichiarata. Il governo di guerra discusse la questione, ma il dispiegamento militare fu in risposta alla richiesta dello sceriffo del Lanarkshire.
Le prime truppe arrivarono quella notte, con il loro numero in aumento nei giorni successivi. I sei carri armati Medium Mark C, del Royal Tank Regiment arrivarono da Bovington lunedì 3 febbraio. I nidi delle mitragliatrici vennero collocati in George Square. Il quotidiano The Observer riferì che "le camere della città sono come un campo armato. Il quadrilatero è pieno di truppe ed attrezzature, comprese le mitragliatrici".
I militari arrivarono dopo la fine della rivolta e non svolsero alcun ruolo attivo nel disperdere i manifestanti. Le truppe presidiarono luoghi d'importanza per le autorità civili per tutto il periodo dello sciopero, durato fino al 12 febbraio. Le truppe ed i carri armati rimasero quindi a Glasgow e nelle aree circostanti fino al 18 febbraio.

## La conclusione
La calma tornò in città entro la domenica. Nonostante il dispiegamento militare, non ci furono vittime.
Lo sciopero terminò il 12 febbraio. Concluso lo sciopero, gli scioperanti rinunciarono alla loro causa per una settimana lavorativa di 40 ore e quindi, per contumacia, accettarono le 47 ore precedentemente pattuite.
I membri chiave coinvolti nello sciopero vennero arrestati subito dopo gli eventi del 31. Solo due - William Gallacher ed Emanuel Shinwell - vennero giudicati colpevoli e condannati rispettivamente a cinque e tre mesi di carcere.
Alcune delle persone coinvolte affermarono che questa si era avvicinata ad essere una rivoluzione di successo. Gallacher disse che "se ci fosse stata una leadership rivoluzionaria esperta, invece di una marcia verso Glasgow Green ci sarebbe stata una marcia verso la Maryhill Barracks della città. Là avremmo potuto facilmente convincere i soldati a uscire e Glasgow sarebbe stata nelle nostre mani." La maggior parte degli storici ora contesta questa affermazione e sostiene che si trattasse di un raduno riformista piuttosto che rivoluzionario. Gallacher si è sempre pentito di non aver adottato un approccio più rivoluzionario allo sciopero di 40 ore e agli eventi di George Square nel 1919, scrivendo in seguito che "stavamo facendo uno sciopero quando avremmo dovuto fare una rivoluzione". Emanuel Shinwell, nato da una famiglia d'immigrati ebrei a Londra, si candidò alle elezioni municipali per la Corporazione di Glasgow dopo la sua scarcerazione.
Nelle elezioni generali del 1922, le seconde elezioni tenutesi dopo l'approvazione del Representation of the People Act 1918, la Scozia elesse 29 parlamentari laburisti. Il loro numero comprendeva gli organizzatori dello sciopero delle 40 ore e i membri del Partito Laburista Indipendente Manny Shinwell e David Kirkwood. Le elezioni generali del 1923 alla fine videro il primo governo laburista salire al potere sotto Ramsay MacDonald. Le simpatie socialiste della regione le valsero l'epiteto di Red Clydeside.